# Joan Valls
Joan Valls i Jordà (Alcoy, Alicante, 1 de mayo de 1917-26 de agosto de 1989) fue un poeta español.

## Biografía
Joan Valls i Jordà nació en Alcoy el 1 de mayo de 1917. Con catorce años empieza a trabajar en la industria textil. Al mismo tiempo, inicia su formación autodidacta. Su vocación como escritor comienza temprano: en 1934 escribe el sainete satírico Quatre de la terra.
En 1936 publica su primer libro de poemas en castellano, Sol y nervio. Durante la guerra civil española (1936-1939) su militancia como republicano determina su encarcelamiento, pasando por el campo de concentración que la dictadura franquista estableció en su localidad natal. Fue liberado en el año 1940 y, un año después, publica su libro de poemas Guirnaldillas del nacimiento. A continuación pasó una época de silencio y reflexión, hasta que en el año 1947 publica su primer libro de poemas en valenciano: La cançó de Mariola.

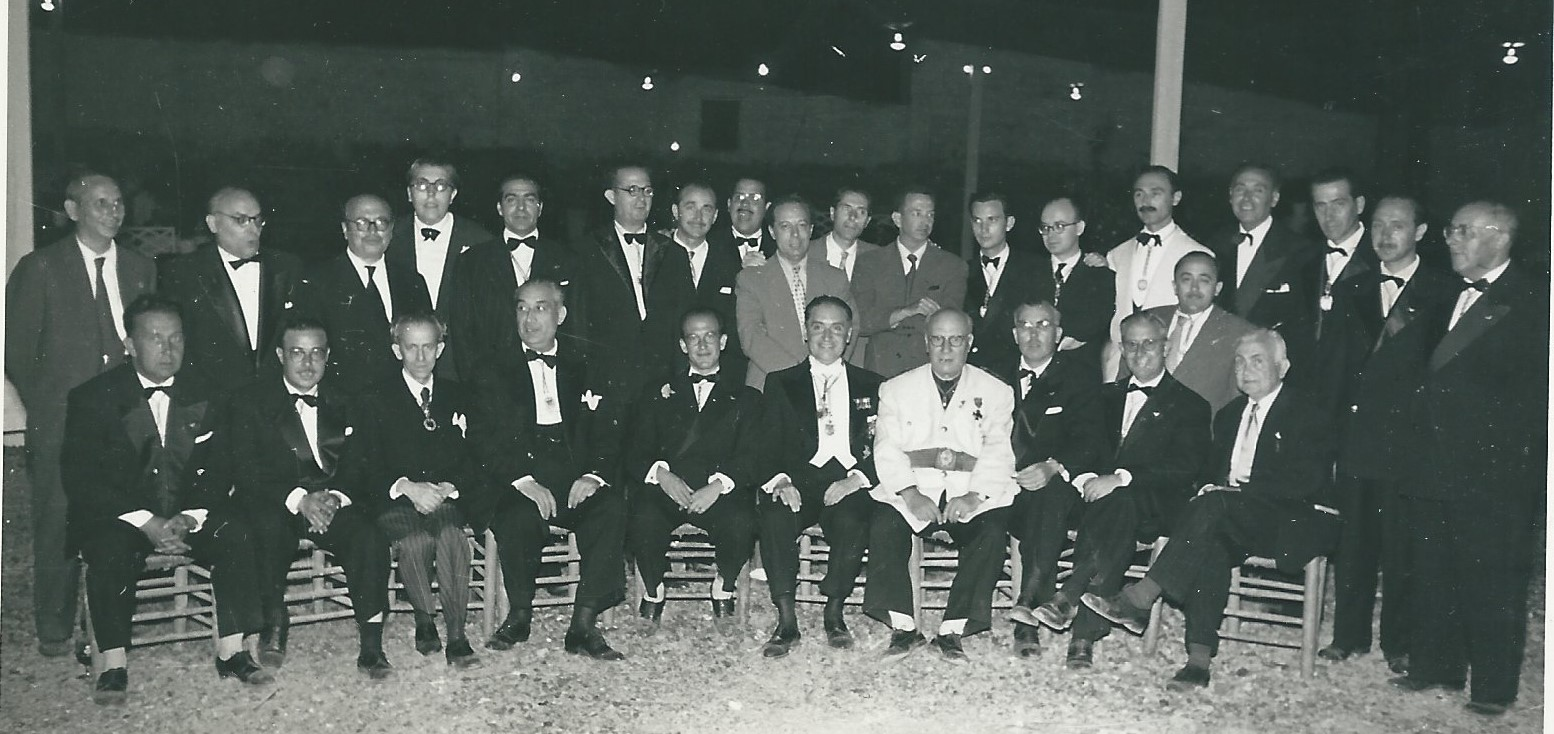
Joan Valls en Sagunto en julio del 1957 en la Fiesta de la Poesía

En 1952 gana els Jocs Florals de Sueca con el poema Elegia de l'àngel. Un año después publica L’home pot ésser àngel, y a continuación Presoner de l’ombra (1955), Grumet a soles (1958) y L’íntim miratge (1959).
Durante la década de los sesenta obtiene diversos premios por su obra literaria. Gana el  Premi Ciutat de Barcelona con Paradís en blanc (1964), el Ciutat de la Palma con Les roses marginals (1965) y de nuevo el Ciutat de Barcelona y el Premi València con Versos a Sara (1967).
En 1969 publica Posicions terrenals, que representa un acercamiento a la lírica realista típica de la década en el contexto valenciano. A principios de los años setenta aparece Hereu de solituds (1972), uno de los poemarios más significativos de su producción. A continuación se publican Breviari d’un eremita urbà (1975, ganador del Premio Ausiàs March de Gandia) y Cent serafins (1975).
En 1978 ve la luz Les hores vives, poemario que sintetiza buena parte de sus temas anteriores. Posteriormente aparecen: Temps de saó (1979), Obra poètica (1981, que recoge la producción hasta  finales de 1975), A cavall de la vida (1983, antología de la poesía escrita entre 1955 y 1969), Sonets de la fita obscura (1984) y Anys i paranys (1985).
Quadern vermell (1986) será el último poemario que publicaría en vida. Joan Valls muere en el año 1989 cuando preparaba La rosa rotidiana (que se publicó póstumamente en 1990).

## Obra
Libros
- La cançó de Mariola (1947)
- L’home pot ésser àngel (1953)
- Presoner de l’ombra (1955)
- Grumet a soles (1958)
- L’íntim miratge (1959)
- Paradís en blanc (1964)
- Les roses marginals (1965)
- Versos a Sara (1967)
- Posicions terrenals (1969)
- Hereu de solituds (1972)
- Breviari d’un eremita urbà (1975)
- Cent serafins (1975)
- Les hores vives (1978)
- Temps de saó (1979)
- Obra poètica (1981)
- A cavall de la vida (1983)
- Sonets de la fita obscura (1984)
- Anys i paranys (1985)
- Quadern vermell (1986)
- La rosa quotidiana (póstumamente 1990)
- Li Vergur maximun (1989)